# Сантимреу (Бихор)
Сантимреу (рум. Sântimreu) насеље је у Румунији у округу Бихор у општини Салард. Oпштина се налази на надморској висини од 124 m.

## Становништво
Према подацима из 2002. године у насељу је живело 607 становника.

### Попис2002.
| Расподела становништва по националности 2002.‍ | Расподела становништва по националности 2002.‍ | Расподела становништва по националности 2002.‍ | Расподела становништва по националности 2002.‍ | Расподела становништва по националности 2002.‍ |
| --------------------------------------------- | --------------------------------------------- | --------------------------------------------- | --------------------------------------------- | --------------------------------------------- |
|                                               |                                               |                                               |                                               |                                               |
| Румуни                                        | Румуни                                        |                                               | 7                                             | 1,2%                                          |
| Мађари                                        | Мађари                                        |                                               | 574                                           | 94,6%                                         |
| Роми                                          | Роми                                          |                                               | 26                                            | 4,3%                                          |